# A12 (motorväg, Schweiz)
A12 är en motorväg i Schweiz som går mellan Bern och Vevey.